# Gukurahundi
Gukurahundi ist ein stehender Ausdruck im Shona, der am meisten gesprochenen einheimischen Sprache in Simbabwe, der übersetzt Folgendes bedeutet: „der frühe Regen wäscht die Spreu weg vor dem Frühlingsregen“. Die Spreu („hundi“) bleibt liegen, nachdem das ausgedroschene Korn zusammengesammelt wurde („kupura mhunga kana rukweza“). Es handelt sich sozusagen um ein ländliches Sprichwort.
Im heutigen Simbabwe ist der Ausdruck „Gukurahundi“ ein zynischer Euphemismus für die Morde von Robert Mugabes Fünfter Brigade in den Ndebele-Provinzen Nord- und Südmatabeleland sowie Midlands in den 1980er-Jahren, denen mindestens 10.000 Menschen (andere Quellen reden von etwa 20.000) zum Opfer fielen, überwiegend Ndebele. Viele Leichen wurden bis heute nicht gefunden.

## Geschichte
Im Oktober 1980 unterzeichnete Robert Mugabe als Premierminister ein Abkommen mit dem nordkoreanischen Präsidenten Kim Il-sung über die Ausbildung einer Brigade der Armee von Simbabwe. Dies geschah, kurz nachdem Mugabe die Notwendigkeit einer Miliz zur „Bekämpfung von Missmut“ angekündigt hatte.
Im August 1981 trafen 106 Nordkoreaner ein, um die neue Brigade auszubilden, die Mugabe für unabdingbar hielt, um „mit Dissidenten und anderen Sorgen im Land fertig zu werden“. Joshua Nkomo, Führer der überwiegend von Ndebele unterstützten Zimbabwe African People’s Union (ZAPU), fragte, wozu diese Brigade denn nötig sei, wo das Land doch genügend Polizeikräfte habe, um interne Probleme zu bewältigen. Er vermutete, dass Mugabe diese Brigade dazu benutzen würde, einen Einparteienstaat durchzusetzen. Mugabe antwortete mit der Warnung „Passt auf“ an die Dissidenten und kündigte des Weiteren an, diese Brigade würde „Gukurahundi“ genannt werden.
Nach der Unabhängigkeit gab es beachtliche Probleme, die Milizen Zimbabwe People’s Revolutionary Army (ZIPRA) und Zimbabwe African National Liberation Army (ZANLA) in eine nationale Armee zu integrieren. Diese Probleme stellten sich nicht nur in Matabeleland, sondern überall im Lande. So griffen Ex-ZANLA-Mitglieder zivile Gebiete in Mutuko, Mount Darwin und Gutu an. Es schien, dass beide Seiten ihre Waffen versteckt hatten. Im November 1980 ließ Enos Nkala auf einer Versammlung in Bulawayo eine Bemerkung fallen, mit der er die ZAPU warnte, dass von der Zimbabwe African National Union (ZANU) ein schärferer Wind zu erwarten sei. Das löste die erste Entumbane-Erhebung aus, in der ZIPRA und ZANLA zwei Tage lang gegeneinander kämpften.
Im Februar 1981 fand die zweite Erhebung statt, die sich bis Glenville und Connemara in den Midlands ausweitete. ZIPRA-Einheiten aus anderen Teilen des Matabelelandes kamen nach Bulawayo, um am Kampf teilzunehmen, und ex-rhodesische Truppen kamen, um die Kämpfe zu beenden, die über 300 Leben gekostet hatten.
Die Regierung bat Enoch Dumbutshena, den ehemaligen obersten Richter von Simbabwe, die Erhebung zu untersuchen. Bis heute wurden weder Ergebnisse noch ein Bericht veröffentlicht.
Viele ZIPRA-Kader tauchten nach der Erhebung ab, weil sie sich in der Armee nicht mehr sicher glaubten, nachdem einige ihrer Kollegen auf mysteriöse Weise verschwunden waren. Zudem waren sie darüber verärgert, dass ZANLA-Kader bei der Beförderung bevorzugt wurden. Es war eher dieser Tatbestand als irgendein politischer Anlass, der dafür sorgte, dass sie mit ihren Waffen die Armee verließen.
Die Lage verschärfte sich nach Waffenfunden im Februar 1982. Die ZANU-PF klagte nun offen die ZAPU an, einen neuen Bürgerkrieg anzetteln zu wollen, und einige ZAPU-Führer wurden aus dem Kabinett entlassen. Doch dem Tribunal gelang es 1982 nicht, Dumiso Dabengwa, Lookout Masuku und vier weitere zu überführen. Alle wurden entlassen, obwohl Dabengwa und Masuku erneut inhaftiert wurden und ohne Gerichtsverfahren vier Jahre im Gefängnis verbrachten. Tausende von Ex-ZIPRA-Kadern desertierten daraufhin aus der Armee. Die meisten von ihnen behaupten bis heute, dass dies unabdingbar gewesen sei, um zu überleben. Mit ihren Führern flohen sie ins Exil. Sie waren überzeugt, dass sie innerhalb der Armee niemand schützen würde. „Wir waren bedroht, deshalb entschieden wir zu desertieren“, sagte ein Dissident.
Die Mitglieder der Fünften Brigade wurden aus den 3.500 ehemaligen Kämpfern der ZANLA am Tongogara-Versammlungsort zusammengezogen, benannt nach Josiah Tongogara, einem General der ZANLA, dem militanten Flügel von Mugabes ZANU während des Revolutionskrieges. Anfangs waren noch ein paar ZIPRA-(ZAPU-)Truppen in der Einheit, doch die wurden noch vor Ende des Trainings abgezogen. Es scheint, dass auch einige Ausländer in der Truppe waren, möglicherweise Tansanier. Die Ausbildung der Fünften Brigade dauerte bis September 1982, als Minister Sekeramayi ankündigte, dass die Ausbildung beendet sei.
Der erste Kommandeur der Fünften Brigade war Oberst Perence Shiri. Diese Brigade unterschied sich von allen anderen Einheiten der Armee, in die sie nicht integriert war. Sie war nur dem Premierminister verantwortlich und stand außerhalb der Kommandostrukturen der regulären Streitkräfte. Ihre Codes, Uniformen, Funkgeräte und Ausrüstung waren nicht kompatibel mit denen der Armee. Am meisten unterschied die Fünfte Brigade ihr rotes Barett von allen anderen Soldaten, obwohl einige Berichte festhalten, dass in einigen Fällen Soldaten der Fünften Brigade in ziviler Kleidung operierten. Die Fünfte Brigade scheint sich selbst Gesetz gewesen zu sein, sobald sie im Feld war. Die meisten ihrer Maßnahmen galten wehrlosen Zivilisten, die Mugabe verdächtigte, die Dissidenten zu unterstützen. Im April 1983 kündigte Mugabe an: „Wir werden sie ausrotten. Wir machen im Kampf keinen Unterschied, weil wir nicht sagen können, wer ein Dissident ist und wer nicht.“
Innerhalb weniger Wochen hatte die Fünfte Brigade über 2.000 Zivilisten ermordet, Tausende geschlagen und Hunderte von Häusern zerstört. Die Folgen für die Gemeinden, durch die sie zogen, waren schockierend.
Die meisten der Toten waren öffentlich exekutiert worden. Oft mussten sie zuvor in Gegenwart ihrer Familien und Mitbürger ihr eigenes Grab schaufeln. Die höchste Zahl von Toten waren beim Massaker vom 5. März 1983 am Ufer des Flusses Cewale bei Lupane zu verzeichnen, wo 62 junge Männer und Frauen hingerichtet werden sollten. Sieben überlebten mit Schussverletzungen, 55 starben. Eine andere Art der Fünften Brigade, größere Gruppen zu töten, war, sie in Häuser zu sperren und diese anzuzünden, so dass sie lebendig verbrannten. Dies geschah in Tsholotsho und Lupane. In Antelope Mine liegen bis heute viele Leichen in toten Stollen im Massengrab. Schon routinemäßig trieb die Miliz Dutzende oder sogar Hunderte von Zivilisten zusammen und ließ sie zu einem zentralen Platz marschieren, meist am Brunnen oder an der Schule, wo sie diese zwangen, Shona-Lieder zu singen, die die ZANU-PF priesen, während sie mit Stöcken auf sie einschlugen. Diese Zusammentriebe endeten für gewöhnlich mit öffentlichen Hinrichtungen. Diese Opfer konnten Ex-ZIPRA-Mitglieder sein, ZAPU-Mitglieder, aber auch jeder, denn der Zufall traf auch Frauen.
Leute, die diese Art des Einsatzes der Fünften Brigade unterstützten, berichteten, dass diese Strategie „sehr, sehr schnell den Frieden gebracht“ hätte (Lt. Col. Lionel Dyke, Kommandeur der Paratruppen, 1983–84). Tatsächlich verschärfte die Fünfte Brigade eher die Lage, und zwar in jeder Hinsicht. Es war am Ende auch nicht die Fünfte Brigade, die das Ende der Gewalttätigkeit brachte, sondern ein politisches Abkommen, der Einheitsvertrag (Unity Accord).
Am 22. Dezember 1987 unterzeichneten Mugabe und Joshua Nkomo diesen Vertrag. Dies löste effektiv die ZAPU auf und die ZANU-PF wurde gebildet. Am 18. April 1988 verkündete Mugabe eine Amnestie für alle Dissidenten und Nkomo rief sie auf, ihre Waffen niederzulegen. Ein Erlass sicherte allen, die sich vor dem 31. Mai unterwerfen würden, vollständige Entlastung zu. Dieser wurde nicht nur auf Dissidenten angewandt, sondern auch auf Kriminelle aller Art in den Gefängnissen. In den folgenden Wochen unterwarfen sich 122 Dissidenten.
Im Juni wurde diese Amnestie auf alle Mitglieder der Sicherheitskräfte ausgeweitet, die die Menschenrechte verletzt hatten.
Die 1980er-Unruhen waren damit beendet. Das ließ die gesamte Nation aufatmen, hinterließ aber in Teilen des Landes viele Probleme, die bis heute ungelöst sind. Dies betrifft schlechte Gesundheit, Armut, praktische und rechtliche Probleme und ein tiefes Misstrauen gegenüber der Regierung und ihren Behörden.